# Hédi Teraoui
Hédi Teraoui (* 10. November 1989) ist ein tunesischer Geher.
Bei den Leichtathletik-Afrikameisterschaften 2010 in Nairobi wurde er Vierter im 20-km-Gehen.
Über dieselbe Distanz kam er 2011 bei den Leichtathletik-Weltmeisterschaften in Daegu auf Platz 33 und gewann Silber bei den Afrikaspielen in Maputo. 2012 siegte er bei den Afrikameisterschaften in Porto-Novo.

## Persönliche Bestzeiten
- 5000 m: 19:43,65 min, 22. Juni 2013, Amiens
  - Halle: 19:51,36 min,	23. Februar 2014, Bordeaux (Afrikarekord)
- 20 km Gehen: 1:23:25 h, 1. August 2010, Nairobi